# Apetlon
Apetlon (tyskt uttal: [ˈapɛtlon]
 ( lyssna), ungerska: Mosonbánfalva) är en ort och kommun i förbundslandet Burgenland i Österrike. Kommunen har 1 736 invånare (2024), på en yta av 82,22 km². Kommunen gränsar till Ungern i söder.